# Абу Талеб, Суфи Хасан
Суфи Хасан Абу́ Та́леб (араб. الصوفي حسن أبو طالب‎; 27 января 1925, Тамия, Эль-Файюм, Королевство Египет — 21 февраля 2008, Куала-Лумпур, Малайзия) — египетский политический деятель, и. о. президента Египта (1981) после убийства Анвара Садата.

## Биография
В 1946 году Абу Тлеб окончил юридический факультет Каирского университета, в 1948—1950 годах продолжил обучение в Парижском университете.
Являлся президентом Каирского университета.
В 1978—1983 годах — председатель Народного собрания Египта.
Кроме выполнения политических обязанностей, у Суфия Абу Тэлеба была выдающаяся академическая карьера, во время которой он служил президентом Каирского университета и основал университет Эль-Файюма.